# Llista de topònims de Fontanals de Cerdanya
Llista de topònims (noms propis de lloc) del municipi de Fontanals de Cerdanya, a la Baixa Cerdanya
Informació actualitzada per un bot. Els canvis manuals es perdran quan s'actualitzi!

## borda
| imatge | Nom                            | Ubicat a              | instància de | Detalls | coordenades                                                         | Protecció | Commons (més fotos) | Dades a WD                    |
| ------ | ------------------------------ | --------------------- | ------------ | ------- | ------------------------------------------------------------------- | --------- | ------------------- | ----------------------------- |
|        | Barraca del Pla de les Forques | Fontanals de Cerdanya | borda        |         | 42° 22′ 26″ N, 1° 57′ 03″ E / 42.3739520997338°N,1.95093481674867°E |           |                     | Modifica les dades a Wikidata |
|        | Corral de la Coma d'Urtx       | Fontanals de Cerdanya | borda        |         | 42° 21′ 55″ N, 1° 56′ 16″ E / 42.3653302612578°N,1.9378774970545°E  |           |                     | Modifica les dades a Wikidata |
|        | el Corral                      | Fontanals de Cerdanya | borda        |         | 42° 22′ 32″ N, 1° 55′ 01″ E / 42.375537443865°N,1.9170690945249°E   |           |                     | Modifica les dades a Wikidata |

## entitat singular de població
| imatge | Nom             | Ubicat a              | instància de                                   | Detalls | coordenades                                                        | Protecció | Commons (més fotos) | Dades a WD                    |
| ------ | --------------- | --------------------- | ---------------------------------------------- | ------- | ------------------------------------------------------------------ | --------- | ------------------- | ----------------------------- |
|        | Escadarcs       | Fontanals de Cerdanya | entitat singular de població                   | 35 hab  | 42° 23′ 05″ N, 1° 53′ 29″ E / 42.3848°N,1.8915°E 1122 msnm         |           | Escadarcs           | Modifica les dades a Wikidata |
|        | Estoll          | Fontanals de Cerdanya | entitat singular de població                   | 45 hab  | 42° 23′ 10″ N, 1° 53′ 10″ E / 42.3862°N,1.88613°E 1104 msnm        |           | Estoll              | Modifica les dades a Wikidata |
|        | Queixans        | Fontanals de Cerdanya | entitat singular de població                   | 204 hab | 42° 23′ 47″ N, 1° 55′ 15″ E / 42.39652222°N,1.92073611°E 1134 msnm |           | Queixans            | Modifica les dades a Wikidata |
|        | Soriguerola     | Fontanals de Cerdanya | entitat singular de població                   | 35 hab  | 42° 23′ 51″ N, 1° 52′ 54″ E / 42.39751389°N,1.88178889°E 1078 msnm |           | Soriguerola         | Modifica les dades a Wikidata |
|        | Urtx            | Fontanals de Cerdanya | entitat singular de població                   | 80 hab  | 42° 23′ 13″ N, 1° 54′ 36″ E / 42.38696667°N,1.90998056°E 1212 msnm |           |                     | Modifica les dades a Wikidata |
|        | el Vilar d'Urtx | Fontanals de Cerdanya | entitat singular de població capital municipal | 109 hab | 42° 23′ 05″ N, 1° 53′ 58″ E / 42.3848°N,1.89953°E 1158 msnm        |           | El Vilar d'Urtx     | Modifica les dades a Wikidata |
|        | les Pereres     | Fontanals de Cerdanya | entitat singular de població                   | 23 hab  | 42° 24′ 07″ N, 1° 55′ 57″ E / 42.40205°N,1.93245°E 1133 msnm       |           | Les Pereres         | Modifica les dades a Wikidata |

## església
| imatge | Nom                                 | Ubicat a              | instància de | Detalls                      | coordenades                                                             | Protecció                   | Commons (més fotos)                 | Dades a WD                    |
| ------ | ----------------------------------- | --------------------- | ------------ | ---------------------------- | ----------------------------------------------------------------------- | --------------------------- | ----------------------------------- | ----------------------------- |
|        | Sant Cosme i Sant Damià de Queixans | Fontanals de Cerdanya | església     | Estil: arquitectura romànica | 42° 23′ 55″ N, 1° 55′ 18″ E / 42.3985°N,1.92163°E ca:Queixans           | bé cultural d'interès local | Sant Cosme i Sant Damià de Queixans | Modifica les dades a Wikidata |
|        | Sant Esteve de les Pereres          | Fontanals de Cerdanya | església     | Estil: arquitectura romànica | 42° 24′ 11″ N, 1° 55′ 57″ E / 42.403056°N,1.9325°E ca:La Perera de Baix | bé cultural d'interès local | Sant Esteve de les Pereres          | Modifica les dades a Wikidata |
|        | Sant Martí d'Urtx                   | Fontanals de Cerdanya | església     | Estil: arquitectura romànica | 42° 23′ 13″ N, 1° 54′ 36″ E / 42.386944°N,1.91°E ca:Urtx                | bé cultural d'interès local | Sant Martí d'Urtx                   | Modifica les dades a Wikidata |
|        | Sant Miquel de Soriguerola          | Fontanals de Cerdanya | església     | Estil: arquitectura romànica | 42° 23′ 50″ N, 1° 52′ 53″ E / 42.397222°N,1.881389°E ca:Soriguerola     | bé cultural d'interès local | Sant Miquel de Soriguerola          | Modifica les dades a Wikidata |
|        | Santa Eulàlia d'Estoll              | Fontanals de Cerdanya | església     | Estil: arquitectura barroca  | 42° 23′ 11″ N, 1° 53′ 09″ E / 42.3863°N,1.88586°E ca:Estoll             | bé cultural d'interès local | Santa Eulàlia d'Estoll              | Modifica les dades a Wikidata |

## estació de ferrocarril
| imatge | Nom                 | Ubicat a              | instància de           | Detalls                     | coordenades                                                                          | Protecció                   | Commons (més fotos)    | Dades a WD                    |
| ------ | ------------------- | --------------------- | ---------------------- | --------------------------- | ------------------------------------------------------------------------------------ | --------------------------- | ---------------------- | ----------------------------- |
|        | Estació d'Urtx-Alp  | Fontanals de Cerdanya | estació de ferrocarril |                             | 42° 22′ 37″ N, 1° 53′ 48″ E / 42.376863888889°N,1.8967694444444°E 1183 msnm          | bé cultural d'interès local | Estació d'Urtx-Alp     | Modifica les dades a Wikidata |
|        | Estació de Queixans | Fontanals de Cerdanya | estació de ferrocarril | Estil: arquitectura popular | 42° 23′ 51″ N, 1° 54′ 53″ E / 42.3976°N,1.91481°E ca:Queixans. Al costat de la N-260 | bé cultural d'interès local | Queixans train station | Modifica les dades a Wikidata |

## masia
| imatge | Nom                 | Ubicat a              | instància de | Detalls                     | coordenades                                                                                             | Protecció                                  | Commons (més fotos) | Dades a WD                    |
| ------ | ------------------- | --------------------- | ------------ | --------------------------- | --- | ------------------------------------------ | ------------------- | ----------------------------- |
|        | Mas Montagut        | Fontanals de Cerdanya | masia        | Estil: arquitectura popular | 42° 24′ 18″ N, 1° 56′ 17″ E / 42.405°N,1.93813°E ca:Crtra. de Quixans a Vilallobent, passat les Pereres | bé integrant del patrimoni cultural català |                     | Modifica les dades a Wikidata |
|        | Mas Soriguera       | Fontanals de Cerdanya | masia        | Estil: arquitectura popular | 42° 23′ 46″ N, 1° 53′ 21″ E / 42.3962°N,1.88906°E ca:Soriguerola 1084 msnm                              | bé integrant del patrimoni cultural català | Mas Soriguera       | Modifica les dades a Wikidata |
|        | Mas d'Amunt         | Fontanals de Cerdanya | masia        |                             | 42° 23′ 24″ N, 1° 56′ 14″ E / 42.3900808757658°N,1.93715654693171°E                                     |                                            |                     | Modifica les dades a Wikidata |
|        | Mas de Santes Creus | Fontanals de Cerdanya | masia        |                             | 42° 22′ 49″ N, 1° 52′ 30″ E / 42.3803748853394°N,1.87511482040266°E                                     |                                            |                     | Modifica les dades a Wikidata |
|        | Mas de l'Escloper   | Fontanals de Cerdanya | masia        |                             | 42° 22′ 57″ N, 1° 54′ 24″ E / 42.3825796307886°N,1.90658620216147°E                                     |                                            |                     | Modifica les dades a Wikidata |
|        | Mas del Fuster      | Fontanals de Cerdanya | masia        |                             | 42° 21′ 27″ N, 1° 56′ 54″ E / 42.3575915455756°N,1.94834132440092°E                                     |                                            |                     | Modifica les dades a Wikidata |
|        | Vila Asens          | Fontanals de Cerdanya | masia        |                             | 42° 22′ 59″ N, 1° 53′ 03″ E / 42.3829571653308°N,1.88408225158073°E                                     |                                            |                     | Modifica les dades a Wikidata |

## muntanya
| imatge | Nom                 | Ubicat a              | instància de | Detalls | coordenades                                                          | Protecció | Commons (més fotos) | Dades a WD                    |
| ------ | ------------------- | --------------------- | ------------ | ------- | -------------------------------------------------------------------- | --------- | ------------------- | ----------------------------- |
|        | Puig de la Roureda  | Fontanals de Cerdanya | muntanya     |         | 42° 22′ 32″ N, 1° 54′ 09″ E / 42.3755°N,1.90239°E 1371.6 msnm        |           |                     | Modifica les dades a Wikidata |
|        | Puig de les Forques | Fontanals de Cerdanya | muntanya     |         | 42° 22′ 28″ N, 1° 57′ 00″ E / 42.374502°N,1.950023°E 1706.6 msnm     |           |                     | Modifica les dades a Wikidata |
|        | Roques Altes        | Fontanals de Cerdanya | muntanya     |         | 42° 21′ 44″ N, 1° 56′ 41″ E / 42.36235°N,1.94475°E 1743.8 msnm       |           |                     | Modifica les dades a Wikidata |
|        | Tossal Rodó         | Fontanals de Cerdanya | muntanya     |         | 42° 21′ 31″ N, 1° 56′ 28″ E / 42.35856944°N,1.94101111°E 1753.7 msnm |           |                     | Modifica les dades a Wikidata |
|        | el Pi Rodó          | Fontanals de Cerdanya | muntanya     |         | 42° 22′ 35″ N, 1° 56′ 34″ E / 42.3764°N,1.94265°E 1656.2 msnm        |           |                     | Modifica les dades a Wikidata |

## pont
| imatge | Nom              | Ubicat a                     | instància de      | Detalls                                                   | coordenades                                                                                | Protecció                   | Commons (més fotos) | Dades a WD                    |
| ------ | ---------------- | ---------------------------- | ----------------- | --------------------------------------------------------- | ------------------------------------------------------------------------------------------ | --------------------------- | ------------------- | ----------------------------- |
|        | Pont de Queixans | Fontanals de Cerdanya        | pont              | Travessa: Segre Hi passa: N-260 E09                       | 42° 24′ 09″ N, 1° 54′ 57″ E / 42.4024973626051°N,1.91571847655384°E                        |                             |                     | Modifica les dades a Wikidata |
|        | Pont de Soler    | Bolvir Fontanals de Cerdanya | pont pont enrunat | Estil: arquitectura popular Travessa: Segre Estat: ruïnós | 42° 23′ 52″ N, 1° 53′ 56″ E / 42.3977°N,1.89897°E ca:Camí de Talltorta, sobre el riu Segre | bé cultural d'interès local |                     | Modifica les dades a Wikidata |

## serra
| imatge | Nom                     | Ubicat a                        | instància de | Detalls | coordenades                                                                   | Protecció | Commons (més fotos) | Dades a WD                    |
| ------ | ----------------------- | ------------------------------- | ------------ | ------- | ----------------------------------------------------------------------------- | --------- | ------------------- | ----------------------------- |
|        | Serrat de l'Orri        | Fontanals de Cerdanya Puigcerdà | serra        |         | 42° 22′ 57″ N, 1° 57′ 20″ E / 42.382602777778°N,1.9554305555556°E 1711.3 msnm |           |                     | Modifica les dades a Wikidata |
|        | serra de Queixans       | Fontanals de Cerdanya           | serra        |         | 42° 23′ 32″ N, 1° 55′ 58″ E / 42.3923°N,1.93285°E 1425.2 msnm                 |           |                     | Modifica les dades a Wikidata |
|        | serrat de Cuiràs        | Fontanals de Cerdanya           | serra        |         | 42° 22′ 59″ N, 1° 55′ 27″ E / 42.3831°N,1.92403°E 1666.6 msnm                 |           |                     | Modifica les dades a Wikidata |
|        | serrat de Montagut      | Fontanals de Cerdanya Puigcerdà | serra        |         | 42° 24′ 06″ N, 1° 56′ 45″ E / 42.40173°N,1.94574722°E 318.7 msnm              |           |                     | Modifica les dades a Wikidata |
|        | serrat de la Malúria    | Fontanals de Cerdanya           | serra        |         | 42° 23′ 06″ N, 1° 55′ 44″ E / 42.385°N,1.92901°E 1656.2 msnm                  |           |                     | Modifica les dades a Wikidata |
|        | serrat de les Llançanes | Fontanals de Cerdanya           | serra        |         | 42° 22′ 07″ N, 1° 55′ 34″ E / 42.368645°N,1.926025°E 1704.4 msnm              |           |                     | Modifica les dades a Wikidata |
|        | serrat de les Pereres   | Fontanals de Cerdanya Puigcerdà | serra        |         | 42° 23′ 45″ N, 1° 56′ 32″ E / 42.39593056°N,1.94211111°E 112.3 msnm           |           |                     | Modifica les dades a Wikidata |

## Misc
| imatge | Nom                                        | Ubicat a                     | instància de                        | Detalls                                      | coordenades                                                                                       | Protecció | Commons (més fotos) | Dades a WD                    |
| ------ | ------------------------------------------ | ---------------------------- | ----------------------------------- | -------------------------------------------- | ------------------------------------------------------------------------------------------------- | --------- | ------------------- | ----------------------------- |
|        | Aeròdrom de la Cerdanya                    | Das Fontanals de Cerdanya    | aeroport aeròdrom Ús: esports aeris | 1973 Superfície: 66.79ha                     | 42° 23′ 11″ N, 1° 52′ 00″ E / 42.386389°N,1.866667°E 1092 msnm                                    |           |                     | Modifica les dades a Wikidata |
|        | Forcas                                     | Fontanals de Cerdanya        | vèrtex geodèsic                     | Alt: 1.2m                                    | 42° 22′ 28″ N, 1° 57′ 00″ E / 42.37452°N,1.950018°E 1708.072 msnm                                 |           |                     | Modifica les dades a Wikidata |
|        | Golf Fontanals de Cerdanya                 | Fontanals de Cerdanya        | camp de golf                        |                                              | 42° 23′ 57″ N, 1° 52′ 32″ E / 42.399051°N,1.875597°E                                              |           |                     | Modifica les dades a Wikidata |
|        | Molí de l'Anglès                           | Fontanals de Cerdanya        | molí d'aigua                        |                                              | 42° 24′ 31″ N, 1° 55′ 46″ E / 42.4085254542147°N,1.92946858090817°E                               |           |                     | Modifica les dades a Wikidata |
|        | Segre                                      | Catalunya Pirineus Orientals | riu curs d'aigua riu aurífer        | Desemboca: Ebre Llarg: 265km Conca: 22400km² | 42° 24′ 09″ N, 2° 06′ 30″ E / 42.4025°N,2.1084°E 41° 21′ 48″ N, 0° 18′ 16″ E / 41.3633°N,0.3044°E |           | Segre River         | Modifica les dades a Wikidata |
|        | casa consistorial de Fontanals de Cerdanya | Fontanals de Cerdanya        | casa consistorial                   |                                              | 42° 23′ 04″ N, 1° 54′ 10″ E / 42.38454721668295°N,1.90283072722963°E                              |           |                     | Modifica les dades a Wikidata |